# 刈谷城

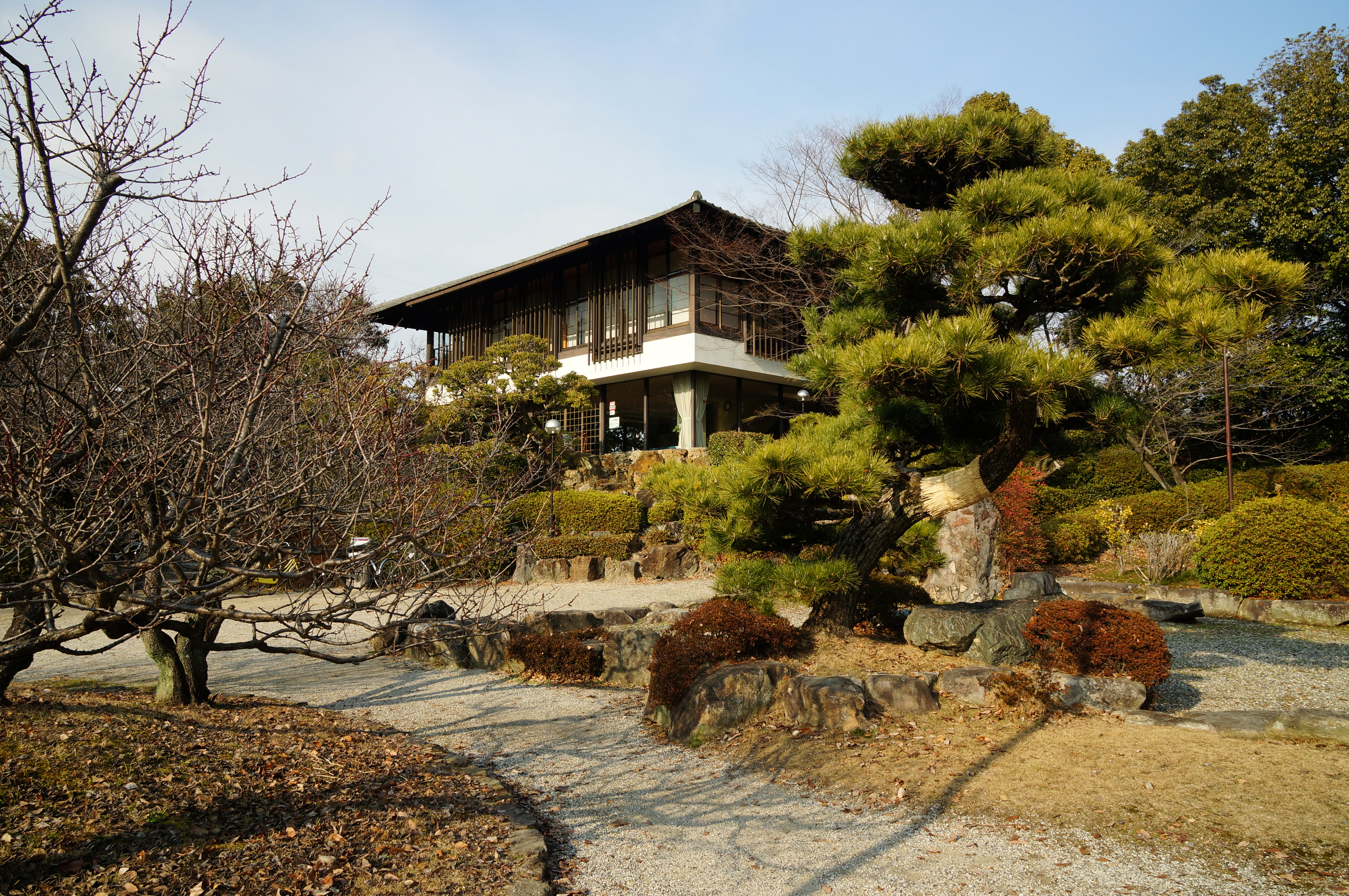
本丸跡。建物は十朋亭（再建）

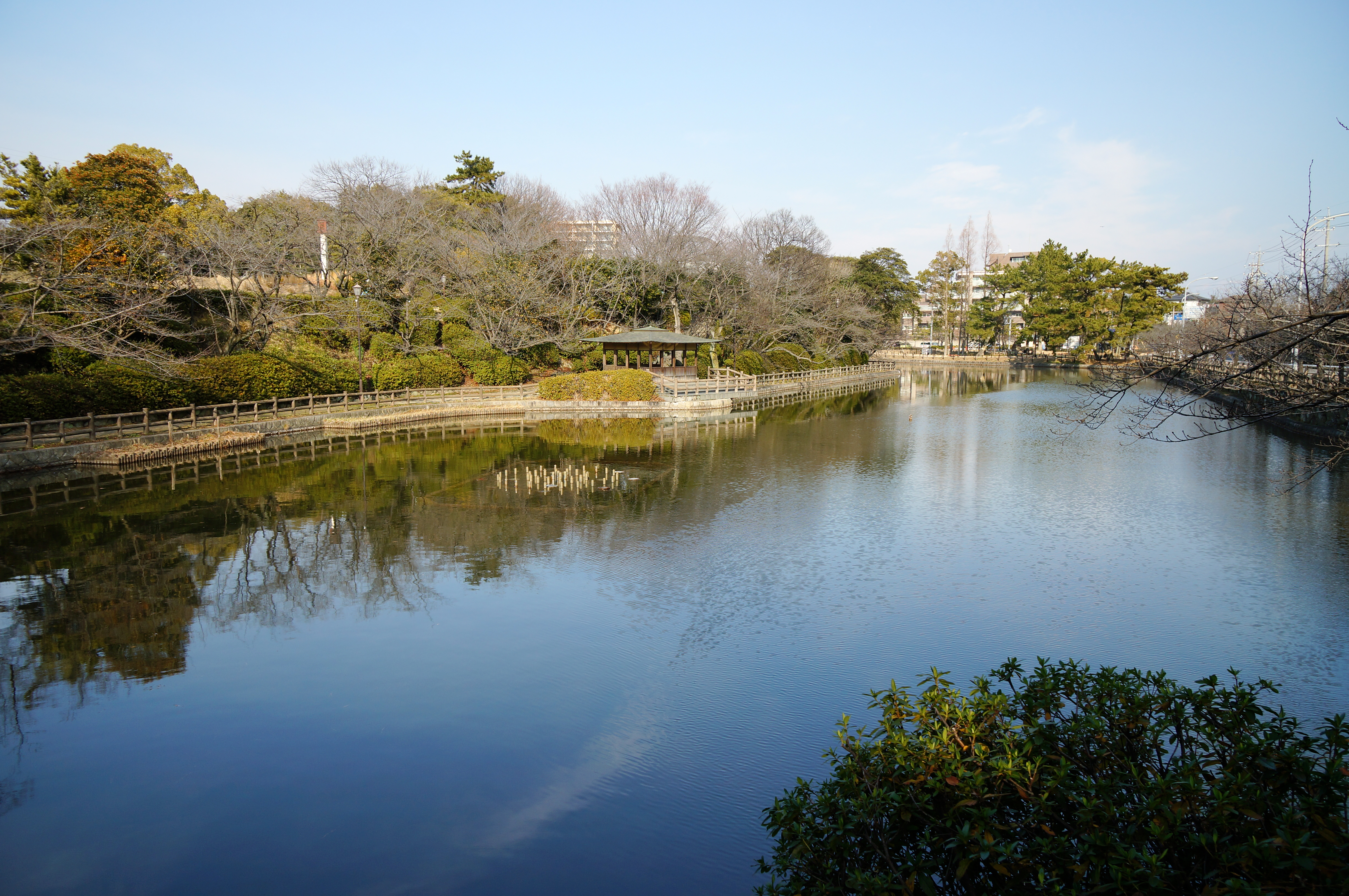
帯曲輪東側の堀が拡幅された池

刈谷城（かりやじょう）は、三河国碧海郡刈谷（現愛知県刈谷市）にあった日本の城。正しくは「刈屋城」であるが、刈谷市が1950年（昭和25年）4月以降に市制施行してから「刈谷」と表記されるようになった。

## 刈谷城
現在の刈谷市城町1丁目にあった城。別名「亀城」と呼ばれる。以下は、この「刈谷城」に関する記述である。

### 城の構造
衣ヶ浦（ころもがうら、三河と知多半島の間に位置する入江）の北端東岸に面して築かれ、西から順に本丸、帯曲輪、さらに、入江のない他の三方に堀が巡らされて二の丸、三の丸と続き、三の丸東側に大手門が置かれていた。天守はなかったが、北西と南東に隅櫓があり、周りを土塀で囲んで本丸を形成、二の丸との間には内堀と馬出しが設けられていた。

### 歴史
天文2年（1533年）水野忠政により築城。築城後忠政は本拠地を緒川から刈谷に移しており、徳川家康の生母於大は刈谷城から岡崎の松平広忠に嫁している。於大は父忠政の死後、兄水野信元が今川氏を離れ織田氏についた（織水同盟）ため松平氏を離縁された後も刈谷城近くの椎の木屋敷で久松氏に再嫁するまでの日を過ごしている。
『三河物語』によると、桶狭間の合戦の項目で「小河より水野四郎右衛門尉（信元）殿方カラ、浅井六之助（道忠）ヲ使にコサせラレテ」との記述があり、桶狭間の合戦当時、水野信元は緒川城もしくはその周辺を守備していたか、あるいは日和見をしていたものと考えられる。また、『三河物語』の三河一向一揆の項目では、水野下野守（信元）殿、雁屋（刈谷）より武具にて佐崎之取出え見舞に御越有。」と記述がある。
なお、刈谷は、当初は「谷」ではなく「屋」を当てられていた。『三河物語』においても「屋」を当てられている。また、『信長公記』の天正8年（1580年）8月20日の項目においても「小河かり屋」と「屋」が当てられている。
その他にも、永禄3年（1560年）6月8日付の岡部元信宛の今川氏真判物に「苅屋城以籌策、城主水野藤九郎其外随分者、数多討捕、城内放火、粉骨所不準于他也」とあり、屋が当てられている。従来、鳴海城から引き上げる途中の岡部元信により城主の水野信近は討ち取られ、城は落城したと解釈されてきたが、この判物には城に火を放ったとは書かれているものの攻め落としたとは書かれていないため、岡部隊は味方の支援を得られなかったために落城させられずに駿河に戻ったとするのが近年の説である。
水野信元は天正3年（1575年）佐久間信盛の讒にあい、信長から武田方への内通を疑われ、命を受けた家康に殺害されるという非業の最期をとげ、刈谷城は佐久間信盛の領有となる。後に信盛は信長に追放され、信元の末弟忠重が城主となって水野氏の領有に復した。忠重、勝成、忠清と5代百年の水野氏の居城を経て、寛永9年（1632年）に深溝松平家入城、その後久松松平家（1649年）、稲垣氏3代（1651年）、阿部氏2代（1702年）、本多氏（忠勝系、1710年）、三浦氏3代（1712年）と頻繁に城主の交代があった（城主の詳細については刈谷藩を参照）。永享4年（1747年）より土井氏が入封し9代の支配の後、明治4年（1871年）の廃藩を迎え、城は破却された。
明治時代以後城域地は国有化された後、旧士族に払い下げられた。さらに昭和11年（1936年）刈谷町が譲り受け公園として整備されたが戦時中には軍の高射砲陣地が置かれ老松は切り払われ荒廃した。戦後に至り徐々に植栽・公園整備され現在は桜の名所となっている。また旧三の丸には藩校文礼館の流れを汲む刈谷市立亀城小学校および刈谷市郷土資料館（国の登録有形文化財）が建つ。
隅櫓や石垣、城門を復元する再整備計画があり、平成31年（2019年）3月24日に刈谷市歴史博物館が開館し、令和2年度（2020年度）以降に隅櫓や石垣の完成が予定されている。

### 遺構
現在、城跡のうち本丸および帯曲輪の一部が亀城公園となっている。建物や石垣の遺構を留めないが、本丸を囲む土塁が残存する他、帯曲輪東側の堀は拡幅されて池となっており、かつての城郭の名残りをとどめている。また北西隅櫓の跡に建てられた建物の裏側にごくわずかながら当初の石垣が残されている（ほとんどの石は新しいものである）。妙福寺に辰巳櫓が移築現存している。

### 復元整備計画
残っている城絵図や調査を元に江戸時代の北西隅櫓、南東隅櫓、多門櫓、表門、裏門、土塀を復元する計画が進んでいる。

### 城絵図・模型など
- 刈谷城復元模型 - 刈谷市郷土資料館に縮尺模型が展示されている。
- 刈谷城絵図 - 同上に複写が随時展示のほか、市内の「亀城公園再整備事業」立看板でゆるキャラ「かつなりくん」が説明・解説する場合がある。

## 刈谷古城
刈谷城の前身として刈谷古城（元刈谷城）が存在したとされる。15世紀代の禅僧・万里集九による紀行文『梅花無尽蔵』の、文明17年（1485年）の「矢作在三川、蓋水野所住刈屋城東三里」との記述を根拠に、刈谷市教育委員会は文明年間（1469年-1486年）に水野貞守により築城されたとしている。その後、天文2年（1533年）水野忠政による現在の刈谷城築城により廃城となったという。
ただし、江戸時代の元文5年（1740年）成立の『三河国二葉松』「参州古城記」には刈谷古城（元刈谷城）について記述がなく、緒川城から刈谷城に移転したと書かれている。安永9年（1780年）成立の『三河古城記』や徳川家・織田家の史料、元禄15年（1702年）成立の『藩翰譜』水野家所伝にも記述がない。『尾張群書系図部集』（加藤國光 編 1997年『尾張群書系図部集』続群書類従完成会）においても水野貞守は緒川城主とのみなっており、実態はよくわかっていない。
古城の城跡は現・刈谷城の南約1キロメートルの刈谷市天王町2丁目・6丁目とされ、現地表上に明確な遺構はなく宅地および畑となっているが、「刈谷古城（県遺跡番号530104）」として周知の埋蔵文化財包蔵地となり、灰釉陶器や山茶碗が発見されている。市道をはさんで南に本刈谷神社がある。

## アクセス
敷地内の刈谷市体育館には駐車場がある。
- 名鉄三河線 刈谷市駅下車、徒歩で約15分。
- JR東海道本線 逢妻駅下車、徒歩で約15分。